# Gnotzheim
Gnotzheim település Németországban, azon belül Bajorországban. Lakosainak száma 828 fő (2023. december 31.). Gnotzheim Ansbach járás, Gunzenhausen, Dittenheim, Heidenheim és Westheim községekkel határos.

## Népesség
A település népessége az elmúlt években az alábbi módon változott:
| Lakosok száma | 645  | 713  | 706  | 718  | 836  | 834  | 804  | 810  | 824  | 828  |
|               | 1875 | 1950 | 1975 | 1987 | 2012 | 2014 | 2016 | 2017 | 2021 | 2023 |